# Ropbach
Der Ropbach ist ein 11⁄3 km langer Bach des Welzheimer Waldes überwiegend im Stadtgebiet von Welzheim im baden-württembergischen Rems-Murr-Kreis. Nach etwa östlichem Lauf mündet er südöstlich des Welzheimer Tannwaldes von rechts in die obere Lein.

## Geographie

### Verlauf
Der Ropbach entsteht etwa 1⁄4 km östlich des Reinhold-Meier-Platzes in Welzheim-Breitenfürst an einer Feldweggabel am Westrand des Golfplatzes um den Birkachhof. Dort beginnt auf etwa 489 m ü. NHN ein Graben, der neben dem der Golfplatzgrenze folgenden Feldweg schnurgerade nordostwärts zieht.
Nach einem Rechtsknick des Feldweges löst er sich nach etwa 300 Metern von diesem und läuft künftig in wenig um Ost schwankenden Richtungen, die folgenden etwa 100 Meter ist er sporadisch von Bäumen begleitet und berührt ein Röhrichtfeld. Dann fließt er auf etwa 478 m ü. NHN in den etwa 140 Meter langen, unter Naturdenkmalschutz stehenden Ropbachsee sein, der überwiegend von Wald gesäumt ist. Der hinter einem Wegdamm angestaute, steilufrige See bedeckt eine Fläche von etwa 54 Ar, dank der Zuflussbucht eines weniger als 200 Meter langen rechten Zuflusses aus einem Wäldchen zu Füßen des Golfplatzes, der in den üblichen Karten nicht eingezeichnet ist, ist er an seiner weitesten Stelle etwa 65 Meter breit.
Den See verlässt der Ropbach durch einen betonierten Mönch. Unterhalb beginnt er, sich zu schlängeln und im weiteren Verlauf sogar Mäander auszubilden. Abschnittsweise in einem Auenwäldchen, anderswo am Waldrand neben dem Nadelholz des Waldgewanns Birkach am rechten und der großen Lichtungswiese Roppach (!) am linken Ufer fließend, ist er nun etwa einen Meter breit, oft ins Gelände eingetieft und hat meist erdigen Bachgrund. Auf einem fast 200 Meter langem Abschnitt begleitet ihn meist rechtsseits eine schmale Streuwiese, die ebenfalls als Naturdenkmal klassifiziert ist.
Schließlich mündet er nach 1,3 km langem Lauf mit mittlerem Sohlgefälle von etwa 17 ‰ auf 466,5 m ü. NHN, damit etwa 23 Höhenmeter unterhalb seines Grabenursprungs am Feldwegdreieck, in deren breitem Auenwald von rechts in die obere Lein. Der Mündungsort liegt etwa 0,4 km ostsüdöstlich der Reste des „Göckelersturm“ genannten ehemaligen Limes-Wachturms im Welzheimer Tannwald.

### Einzugsgebiet
Der Ropbach hat ein 1,3 km² großes Einzugsgebiet im Welzheim-Alfdorfer Platten genannten Teil des rechtsremsischen Teilraums Welzheimer Wald des Naturraums Schurwald und Welzheimer Wald. Im kleineren nordöstlichen Teil steht, von der Auenwiese Roppach am Lauf ausgenommen, überwiegend Wald, während im südwestlichen die Landschaft fast ganz offen ist. Dort nehmen überwiegend Wiesen sowie die Kunstlandschaft des Golfplatzes den Talbereich ein, während die Äcker auf dem Höhenplateau entlang der L 1155 von Breitenfürst in Richtung Alfdorf dominieren. Das Westeck des Einzugsgebietes füllt einen großen Teil des großgewachsenen Weilers Breitenfürst, am Südostrand steht der nur vier Hausnummern umfassende Birkachhof, die beide wie der weit überwiegende Teil des Gebietes zur Stadt Welzheim gehören. Daneben hat nur noch die Gemeinde Alfdorf einen Anteil in Gestalt eines wenige Ar umfassenden Waldzwickels rechtsseits des untersten Bachlaufs.
Der hydrologisch bedeutendste Teil der Wasserscheide verläuft im Westen, dort liegen im Nordwesten das Quellgebiet des Weidenbachs, der über den Edenbach und dann die Wieslauf in die Rems entwässert, und im Südsüdwesten das Quellgebiet des Walkersbachs, der weiter oben der Rems zufließt. Dagegen läuft im Nordosten oberhalb des Ropbachs nur ein kurzer Waldbach aus dem Welzheimer Tannwald nahe dem Göckelerbad zur Lein und im Südosten hat die Lein unterhalb zunächst gar keine dauerhaften Zuflüsse abwärts der Ropbachmündung. Das Ropbach- und Leinwasser trifft auf den Abfluss der Rems erst nach einem langen Umweg weit abwärts der Remsmündung im Neckar.

## Geologie
Der Ropbach läuft nach seiner Ostwende im Stubensandstein (Löwenstein-Formation), darüber streicht an den Hängen beidseits ein breites Band aus Knollenmergel (Trossingen-Formation) aus, der höchsten Schicht des Mittelkeupers. Über diesem setzt dann der Schwarzjura im Bereich der oberen Hangkante mit zunächst dem Psilonotenton ein, der wiederum auf den flachen Höhenplateaus im Norden und Süden von verebnungsbildendem Angulatensandstein bedeckt ist. Diesen wiederum überlagert inselhaft viel jüngeres Lösssediment aus dem Quartär.

## Natur und Schutzgebiete
Der Ropbachsee mitsamt Uferumrandung ist als Naturdenkmal geschützt. Etwa auf halbem Wege von diesem zur Mündung erstreckt sich eine fast 200 Meter lange Streuwiese überwiegend rechtsseits dem Ropbach entlang mit demselben Schutzstatus.
Große Teile des Einzugsgebiets im Nordosten und Süden gehören dem Landschaftsschutzgebiet Gebiete um Welzheim und Walkersbacher Tal an.
Das gesamte Einzugsgebiet liegt im Naturpark Schwäbisch-Fränkischer Wald.

## Tourismus
Der Limes-Wanderweg (Hauptwanderweg 6) des Schwäbischen Albvereins auf seiner Etappe zwischen Welzheim und Pfahlbronn quert den Ropbach etwa 200 Meter vor der Mündung.
Ein mit blauem Punkt markierter Wanderweg desselben Vereins von Breitenfürst nach Welzheim verläuft im oberen Einzugsgebiet zwischen dem Ropbach im Süden und der Wieslauftalbahn am linken Unterhang. Von diesem geht nahe dem Ropbachsee ein mit blauem Strich markierter Wanderweg ab, der über den Wegdamm des Ropbachsees führt und dann weiter nach Walkersbach im Walkersbachtal läuft.

### LUBW
Amtliche Online-Gewässerkarte mit passendem Ausschnitt und den hier benutzten Layern: Lauf und Einzugsgebiet des Ropbachs

Allgemeiner Einstieg ohne Voreinstellungen und Layer: Daten- und Kartendienst der Landesanstalt für Umwelt Baden-Württemberg (LUBW) (Hinweise)
1. 1 2  Höhe nach dem Höhenlinienbild auf dem Hintergrundlayer Topographische Karte.
2. ↑  Höhe nach grauer Beschriftung auf dem Hintergrundlayer Topographische Karte.
3. ↑  Länge nach dem Layer Gewässernetz (AWGN).
4. ↑  Einzugsgebiet nach dem Layer Basiseinzugsgebiet (AWGN).
5. ↑  Seefläche nach dem Layer Stehende Gewässer.
6. ↑  Länge abgemessen auf dem Hintergrundlayer Topographische Karte.
7. ↑  Natur teilweise nach dem Layer Geschützte Biotope.
8. ↑  Schutzgebiete nach den einschlägigen Layern.

### Andere Belege
1. ↑  Hansjörg Dongus: Geographische Landesaufnahme: Die naturräumlichen Einheiten auf Blatt 171 Göppingen. Bundesanstalt für Landeskunde, Bad Godesberg 1961. → Online-Karte (PDF; 4,3 MB)
2. ↑  Geologie nach den Layern zu Geologische Karte 1:50.000 auf: Mapserver des Landesamtes für Geologie, Rohstoffe und Bergbau (LGRB) (Hinweise)